# Lassay-les-Châteaux
Lassay-les-Châteaux è un comune francese di 2 493 abitanti situato nel dipartimento della Mayenne nella regione dei Paesi della Loira.

## Società

### Evoluzione demografica
Abitanti censiti